# 菅原町 (川越市)
菅原町（すがわらちょう）は、埼玉県川越市の町名。郵便番号は350-0046。

## 地理
川越市の中心部に位置する。全域が宅地化されており、マンションなども建ち並ぶ。

## 交通
駅は地区内にはないが、川越線川越駅が至近に所在する。

### 道路
- 埼玉県道39号川越坂戸毛呂山線（川越街道）

## 施設
- 妙善寺